# Abdul Malik Abubakari
Abdul Malik Abubakari (* 10. května 2000, Tamale) je ghanský fotbalový útočník, od ledna 2024 hráč dánského mužstva Viborg FF, kde je na hostování ze švédského klubu Malmö FF. Mimo Ghanu působil na klubové úrovni v Portugalsku, Švédsku, ve Finsku a na Slovensku. Nastupuje na hrotu útoku.

## Klubová kariéra
Svoji fotbalovou kariéru začal v týmu Charity Stars F.C., odkud v žácích před sezonou 2018/2019 přestoupil do Evropy, kde se dohodl na smlouvě s portugalským celkem F.C. Vizela, kde působil jeden ročník.

### Moreirense FC
V létě 2019 přestoupil v rámci Portugalska do mužstva Moreirense FC. Za první tým však neodehrál žádný soutěžní zápas a po dvou letech strávených na hostováních Moreirense natrvalo opustil. 

### AD Fafe (hostování)
Před sezonou 2019/20 krátce po přestupu do Moreirense odešel hostovat do klubu AD Fafe tehdy působícího ve čtvrté nejvyšší portugalské soutěži. Ligový debut si zde připsal ve druhém kole hraném 25. 8. 2019 proti týmu Juventude P Salgadas (výhra 3:1), nastoupil na celé utkání. Poprvé v ročníku se střelecky prosadil v následujícím kole v souboji s rezervou celku SC Braga (prohra 1:2), když v 74. minutě srovnával na průběžných 1:1. Svoji druhou branku v lize v této sezoně vsítil proti „béčku“ mužstva GD Chaves, když v 62. minutě dal jediný a tudíž vítězný gól střetnutí. V listopadu 2019 skóroval celkem třikrát a to dvakrát v souboji s klubem C.D. Cerveira (výhra 2:0) a jednou proti týmu CF União (výhra 3:1) Pošesté v lize v tomto ročníku rozvlnil síť soupeřovy „svatyně“ v 11. minutě 15. prosince 2019 v duelu 14. kola s mužstvem A.R. São Martinho při prohře 1:2. Následně vsítil dva góly 5. a 19. 1. 2020 v soubojích s kluby CS Marítimo B (prohra 1:2) a SC Maria da Fonte (výhra 1:0). Podeváté v sezoně se prosadil ve 20. kole v odvetě s rezervou Bragy (výhra 2:1).

### Casa Pia A.C. (hostování)
V létě 2020 zamířil na další hostování v Portugalsku, tentokrát do týmu Casa Pia A.C. Debut v lize si zde odbyl v úvodním kole proti týmu Leixões SC, odehrál 80 minut a podílel se brankou na konečné remíze 2:2. Svůj druhý ligový gól v ročníku zaznamenal v souboji s „béčkem“ mužstva FC Porto (výhra 2:1), když v 58. minutě zvyšoval na průběžných 2:0. Svoji třetí branku v lize v této sezoně dal v osmém kole hraném 1. listopadu 2020 při přestřelce 3:3 s klubem FC Penafiel. Počtvrté v ročníku rozvlnil síť soupeřovy „svatyně“ v 11. kole v duelu s týmem C.D. Mafra (výhra 2:0), když ve 25. minutě otevřel střelecký účet zápasu. Svého pátého a šestého ligového gólu v sezoně docílil v lednu 2021 v souboji s mužstvem FC Arouca (remíza 1:1) a v odvetném utkání s celkem Leixões SC (remíza 1:1). Ve 23. a 24. kole vsítil celkem čtyři branky, když si připsal hattrick proti klubu U.D. Vilafranquense (výhra 3:0) a jednu trefu v odvetě s Portem B (remíza 1:1) Následně v ročníku skóroval v souboji s týmem Varzim S.C. (výhra 3:0), když v 67. minutě zvyšoval na průběžných 2:0. V sezoně 2020/21 vsítil 11 gólů a v pořadí střelců byl na děleném pátém místě.

### Malmö FF

#### Sezóna 2021
V létě 2021 uzavřel smlouvu se švédským mužstvem Malmö FF, úřadujícím mistrem ligy. První zápas za Malmö v lize absolvoval 17. 7. 2021 v 11. kole, když při vysoké výhře 5:0 na trávníku klubu Degerfors IF přišel na hřiště v 64. minutě. Poprvé a podruhé v tomto ročníku za Malmö se prosadil v 15. a 16. kole v souboji s týmem IFK Göteborg (prohra 2:3) a odvetném střetnutí s mužstvem Degerfors IF (výhra 3:0). Svoji třetí branku v sezoně si připsal 20. listopadu 2021 v duelu s klubem BK Häcken, když v 84. minutě srovnával na konečných 2:2. V ročníku 2021 pomohl svému zaměstnavateli k obhajobě titulu.
V prvních dvou předkolech Ligy mistrů UEFA 2021/2022 při postoupeních přes celek Riga FC z Lotyšska (výhra 1:0 doma a remíze 1:1 venku) a finský tým HJK Helsinki (výhra 2:1 doma a remíza 1:1 venku) nehrál. V následujících předkolech už nastoupil a pomohl Malmö po postupu přes mužstvo Rangers FC ze Skotska (výhra 2 x 2:1) a bulharský klub PFK Ludogorec Razgrad (výhra 2:0 doma a prohra 1:2 venku) k historicky prvnímu postupu do skupinové fáze této soutěže. Se svým zaměstnavatelem byli zařazení do základní skupiny H, kde však v konfrontaci s týmy Juventus FC (Itálie), FK Zenit Sankt-Petěrburg (Rusko) a Chelsea FC (Anglie) skončili se ziskem jednoho bodu na posledním místě tabulky.

#### Sezóna 2022
Poprvé v sezoně 2022 se prosadil v souboji s mužstvem Mjällby AIF (výhra 2:0), když ve 36. minutě otevřel střelecký účet střetnutí. Svůj druhý přesný střelecký zásah v ročníku dal v devátém kole hraném 22. 5. 2022 proti celku BK Häcken, v 77. minutě snižoval na konečných 1:2. Na jaře 2022 vybojoval se svým klubem domácí pohár.

### HJK Helsinki (hostování)
V červenci 2022 odešel z Malmö FF hostovat do finského klubu HJK Helsinki. Ligový debut si zde odbyl 16. července 2022 v souboji s týmem Vaasan Palloseura, na hrací plochu přišel jako střídající hráč a po 15 minutách pobytu na trávníku vsítil gól na konečných 3:1. Jednalo se o jeho jedinou branku v lize během tohoto angažmá. V sezoně 2022 s Helsinkami získal ligový primát.
Za svého zaměstnavatele v prvním předkole Ligy mistrů UEFA 2022/2023 nehrál, Helsinki vyřadili mužstvo FK RFS z Lotyšska po penaltovém rozstřelu a postoupili do dalšího předkola, v něm už Abubakari nastoupil, ale se spoluhráči vypadli po prohrách 1:2 doma a 0:5 venku s českým klubem FC Viktoria Plzeň a byli přesunuti do předkol Evropské ligy UEFA 2022/2023, kde postoupili přes celek NK Maribor ze Slovinska (výhry 2:0 venku a 1:0 doma) a dánský tým Silkeborg IF (výhra 1:0 doma a remíza 1:1 venku) do skupinové fáze. S Helsinkami skončil v základní skupině C v soubojích s mužstvy Real Betis (Španělsko), AS Řím (Itálie) a PFK Ludogorec Razgrad (Bulharsko) na čtvrtém místě tabulky.

### ŠK Slovan Bratislava (hostování)

#### Sezóna 2022/23
V zimním přestupovém období ročníku 2022/23 zamířil z Malmö na roční hostování s opcí na přestup do slovenského klubu ŠK Slovan Bratislava. Se Slovanem se krátce po svém příchodu představil v osmifinále Evropské konferenční ligy UEFA 2022/23, kde však se spoluhráči vypadli po penaltovém rozstřelu se švýcarským týmem FC Basilej. Abubakari v pohárové Evropě za Slovan Bratislava dal v každém utkání jeden gól. 
Svůj premiérový ligový start zde zažil v 19. kole, když při remíze 1:1 s mužstvem FC DAC 1904 Dunajská Streda odehrál celých 90 minut. Poprvé v lize za Slovan v této sezoně vstřelil branku 4. 3. 2023 ve 22. kole ve 39. minutě derby se Spartakem Trnava při domácí výhře 4:1. Svůj druhý přesný střelecký zasáh za tento klub zaznamenal 9. dubna 2023 v odvetě s Dunajskou Stredou, když v 70. minutě dával na konečných 2:1. Na jaře 2023 získal se Slovanem Bratislava titul, který byl pro klub již historicky pátý v řadě.

#### Sezóna 2023/24
Se Slovanem postoupili přes lucemburský tým FC Swift Hesper (remíza 1:1 doma a výhra 2:0 venku) a celek HŠK Zrinjski Mostar z Bosny a Hercegoviny (výhra 1:0 venku a remíza 2:2 doma) do třetího předkola Ligy mistrů UEFA 2023/2024, ve kterém vypadli po prohrách 1:2 doma a 1:3 venku s izraelským mužstvem Makabi Haifa FC a byli přesunuti do čtvrtého předkola - play-off Evropské ligy UEFA 2023/2024, ve kterém nepostoupili po domácí výhře 2:1 a prohře 2:6 venku přes klub Aris Limassol z Kypru a kvalifikovali se tak do skupinové fáze Evropské Konferenční ligy UEFA 2023/2024. Se Slovanem Bratislava byli zařazeni do základní skupiny A, kde v konfrontaci s týmy Lille OSC (Francie) - (prohra 1:2 venku a remíza 1:1 doma), NK Olimpija Lublaň (Slovinsko) - (výhra 1:0 venku a prohra 1:2 doma) a KÍ Klaksvík (Faerské ostrovy) - (výhry doma i venku 2:1). skončili se ziskem deseti bodů na druhém místě tabulky a podruhé za sebou postoupili do jarní vyřazovací části této soutěže. V ní si však kvůli zimnímu odchodu nezahrál, celkově tak v tomto ročníku pohárové Evropy nastoupil k 11 zápasům, ve kterých gól nedal. Poprvé v sezoně zaznamenal branku ve druhém kole v souboji s Duklou Banská Bystrica (remíza 2:2), když v 50. minutě dával na průběžných 2:1. Po podzimu 2023 se vrátil zpět do Malmö, jelikož vedení Slovanu Bratislava nevyužilo předkupní právo. V jarní části ročníku 2023/2024 získal Slovan Bratislava svůj šestý ligový titul v řadě a celkově jubilejní 30. v historii mužstva, na jehož zisku se Malik částečně podílel.

### Viborg FF (hostování)
V lednu 2024 odešel opět hostovat, tentokrát na půl roku s opcí na přestup do Dánska do klubu Viborg FF.

## Klubové statistiky
Aktuální k 7. červnu 2024
| Sezona    | Klub                         | Soutěž        | Zápasy | Góly |
| --------- | ---------------------------- | ------------- | ------ | ---- |
| 2019/2020 | AD Fafe (host.)              | 4. liga       | 23     | 9    |
| 2020/2021 | Casa Pia A.C. (host.)        | Segunda Liga  | 32     | 11   |
| 2021      | Malmö FF                     | Allsvenskan   | 15     | 3    |
| 2022      | Malmö FF                     | Allsvenskan   | 8      | 2    |
| 2022      | HJK Helsinki (host.)         | Veikkausliiga | 11     | 1    |
| 2022/2023 | ŠK Slovan Bratislava (host.) | Fortuna liga  | 14     | 2    |
| 2023/2024 | ŠK Slovan Bratislava (host.) | Niké liga     | 13     | 1    |
| 2023/2024 | Viborg FF (host.)            | 3F Superliga  | 13     | 2    |